# La mejor venganza
La mejor venganza (título original en inglés: Best Served Cold) es una novela fantástica del subgénero grimdark. Es la cuarta novela del autor británico Joe Abercrombie, y el primer spin-off de su trilogía La Primera Ley. Fue publicada en 2009 en Reino Unido por Orion Publishing Group.

## Argumento
Tres años después de los eventos de El último argumento de los reyes, en el continente vecino de Styria, el Duque Orso de Talins traiciona a su mejor mercenaria, Monzcarro “Monza” Murcatto, dándola por muerta. Ahora, Murcatto planea su venganza contra Orso y todos los hombres que han tenido algo que ver en su caída. Para ello recluta a una variopinta banda de mercenarios, que la ayudarán en su venganza mientras el destino del continente, en ciernes de una guerra y objeto de las maquinaciones de personas mucho más poderosas, pende de un hilo.

## Personajes
- Monzcarro "Monza" Murcatto: también conocida como La serpiente de Talins, es protagonista de la historia, una mujer traicionada y dada por muerta que no se detendrá ante nada ni nadie para conseguir su venganza.

- Caul Escalofríos: un norteño que ha escapado de la guerra en su continente natal y busca ganarse la vida en Styria, uniéndose a la compañía de Monza y descubriendo que escapar de la violencia es muy difícil para un hombre de su clase. Ya apareció en la trilogía La Primera Ley.

- Castor Morveer: un maestro envenenador de gran reputación, contratado por Monza junto con su asistente Day.

- Casamir "Cas" dan Shenkt: asesino de gran renombre contratado por Monza que oculta mucho más de lo que demuestra.

- Nicomo Cosca: un mercenario, soldado, asesino, general y hombre de muy mala reputación en todos los aspectos, contratado por Monza. Ya apareció en la trilogía La Primera Ley.

## Estructura
La novela se divide en siete partes, cada una ambientada en una ciudad, y al final de cada cual tiene lugar un encuentro de la banda de Monza con una de las personas de las que quieren vengarse. Estas ciudades son Talins, Westport, Sipani, Visserine, Puranti, Ospria y, de nuevo, Talins.